# Inkomysz boliwijska
Inkomysz boliwijska (Auliscomys boliviensis) – gatunek ssaka z podrodziny bawełniaków (Sigmodontinae) w obrębie rodziny chomikowatych (Cricetidae), zasiedlający górskie i wyżynne tereny Ameryki Południowej.

## Zasięg występowania
Inkomysz boliwijska występuje w zachodniej Ameryce Południowej zamieszkując w zależności od podgatunku:
- A. boliviensis boliviensis – Altiplano w północnym Chile i środkowo-zachodniej Boliwii.
- A. boliviensis flavidior – Altiplano w południowo-zachodnim Peru.

## Taksonomia
Gatunek po raz pierwszy zgodnie z zasadami nazewnictwa binominalnego opisał w 1846 roku brytyjski przyrodnik George Robert Waterhouse nadając mu nazwę Hesperomys Boliviensis. Holotyp pochodził z pobliża Potosí, w departamencie Potosí, w Boliwii. 
Autorzy Illustrated Checklist of the Mammals of the World rozpoznają dwa podgatunki.

### Etymologia
- Auliscomys: gr. αυλις aulis „rowek, bruzda”, prawdopodobnie od αυλαξ aulax, αυλακος aulakos „bruzda”; μυς mus, μυος muos „mysz”[9].
- boliviensis: Boliwia[10].
- flavidior: późnołac. flavidior, flavidioris „bardziej żółtawy”, forma wyższa od łac. flavidus „żółtawy, złoto-żółty”, od flavus „złoto-żółty, żółty”[11].

## Morfologia
Długość ciała (bez ogona) 127 mm, długość ogona 68–95 mm, długość ucha 23–27 mm, długość tylnej stopy 26–30 mm; masa ciała 55 g. 

## Ekologia
Lubi tereny otwarte. Jest spotykany na skalistych stokach górskich rzadko porośniętych roślinnością. Zajmuje nory zbudowane przez tukotuki. Zaobserwowano, że samice z populacji zamieszkujących w Peru rodzą 3-4 młodych w miocie. W niewoli samice rodzą zazwyczaj trzy razy w ciągu roku.